# 헝가리 핸드볼 국가대표팀
헝가리 핸드볼 국가대표팀(헝가리어: Magyar kézilabda-válogatott)은 헝가리를 대표하여 국제 경기에 참가하는 핸드볼 국가대표팀이며, 헝가리 핸드볼 연맹이 운영하고 있다. 올림픽에서 4번 4위에 올랐으며, 1986년 세계 선수권 대회에서 준우승을 차지했다.